# Ничатка
Ничатка (от эвенк. нича — «сорога», «сорожье озеро») — горное озеро в Каларском районе на севере Забайкальского края России, одно из самых глубоких в регионе. Исток Сени. Относится к бассейну реки Чары.
Находится на высоте 554 м над уровнем моря, в ледниковом троге Лонгдорского поднятия, на северном склоне хребта Кодар. Площадь водной поверхности — 40,5 км² (по другим данным — 37,3 км²), водосборная площадь — 1790 км² (по другим данным — 1800 км²). Наибольшая глубина — 117 м. Минерализация воды не превышает 100 мг/л. Замерзает в конце октября — начале ноября и вскрывается в начале мая. Ледостав длится 190—235 дней. Мощность ледового покрова достигает 175 см. Из северо-восточной оконечности озера вытекает река Сень, левый приток Чары.
Код водного объекта в государственном водном реестре — 18030400211117200000315.